# Taq polimerasa
La Taq polimerasa (Taq Pol, o simplement Taq) és una polimerasa d'ADN (ADN-polimerasa) termoestable emprada en la tècnica de reacció en cadena per la polimerasa (PCR) per comprovar la presència o absència d'un gen o seqüència d'ADN, amplificant un fragment d'ADN. Aquest enzim ha reemplaçat en les PCR, l'ADN-polimerasa d'Escherichia coli degut a les condicions de temperatura requerides per aquesta tècnica. Va ser aïllada per primer cop de l'arqueu hipertermòfil Thermus aquaticus (d'aquí l'abreviatura «Taq»), un bacteri que viu a fonts hidrotermals submarines. La Taq va ser identificada com la primera polimerasa capaç de suportar les condicions desnaturalitzadores requerides durant la PCR. La seva vida mitjana a 95 °C és de 40 minuts, i durant aquest temps es manté la seva activitat enzimàtica
Un dels inconvenients de les Taq polimerases és la seva baixa fidelitat replicativa donat que no té activitat 3' - 5' exonucleasa, el mecanisme de correcció de lectura o proofreading que identifica i corregeix errors en la nova cadena d'ADN prenent com a model la cadena motlle. La Taq ADN polimerasa comercial té una taxa d'error d'un de cada 10.000 nucleòtids i produeix típicament, un 16 per cent de productes de PCR d'1 kb (kilobasepair) mutats en la reacció. Pot amplificar una cadena d'ADN d'1 kb en aproximadament 30 segons a 72 °C. Tot i la taxa d'error, la Taq ADN polimerasa pot ser àmpliament emprada en una gran majoria d'assajos; per a aquells casos en què no és desitjable aquesta elevada taxa d'error, hi ha Taq polimerases que han estat modificades de tal manera que se'ls ha dotat d'activitat exonucleasa de correcció de lectura.
Aquesta activitat 5'-3' exonucleasa en la Taq, ha estat explotada per la PCR quantitativa amb sondes TaqMan o TaqMan real-time PCR, sofisticació de la tècnica clàssica de la PCR, que permet el monitoratge de la reacció d'amplificació en tot moment gràcies a l'ús acoblat de sondes fluorescents (TaqMan) i així la determinació de la concentració relativa o absoluta (emprant una patró) de la mostra inicial. Es tracta d'una tècnica força moderna, molt emprada en estudis d'expressió gènica, on després d'una reacció prèvia de retrotrascripció d'ARNm a ADN, permet la quantificació d'aquest ADN i d'aquesta manera, determinar els nivells d'expressió de l'ARNm d'un gen en concret.
La Taq ADN polimerasa proporciona també fragments amb A (adenines) sobresortints. Això és particularment útil en clonatge TA (TA Cloning), a través del qual s'utilitza un vector de clonació (com pot ser un plasmidi) el qual té extrems T (Timina) sobresortints que complementen amb les A sobresortints del producte de la PCR, i així, s'incrementa l'eficiència de la lligació.
La Pfu ADN polimerasa (aïllada de Pirococcus furiosus és sovint emprada en comptes de la Taq polimerasa o conjuntament amb ella. Aquest enzim és molt termoestable i té activitat de proofreading de l'ADN, per tant, la seva taxa d'error és molt més baixa.
Són diversos els proveidors comercials de Taq ADN Polimerases, incloent Invitrogen, Applied Biosystems, Sigma, Promega, Roche Diagnostics, Qiagen, AttendBio, Bioneer i Fermentas.